# Kreis Monza
Der Kreis Monza (italienisch circondario di Monza) existierte 1859 bis 1927 in der italienischen Provinz Mailand.

## Gemeinden (1863)
- mandamento I di Monza
  - Monza
- mandamento II di Monza
  - Balsamo; Biassono; Cassina de’ Gatti; Cinisello; Cologno Monzese; Lissone; Maccherio; Moncucco di Monza; Muggiò; San Damiano di Monza; Sesto San Giovanni; Vedano al Lambro; Villa San Fiorano; Vimodrone
- mandamento III di Barlassina
  - Barlassina; Binzago; Birago; Bovisio; Cassina Amata; Cassina Savina; Ceriano; Cesano Maderno; Cogliate; Copreno; Lazzate; Lentate sul Seveso; Limbiate; Masciago Milanese; Meda; Misinto; Palazzolo Milanese; Seveso; Solaro; Varedo
- mandamento IV di Carate Brianza
  - Agliate; Albiate; Besana; Briosco; Calò; Capriano di Brianza; Carate di Brianza; Cazzano Befana; Colzano; Correzzana; Costa Lambro; Giussano; Montesiro; Paina; Renate; Robbiano; Sovico; Tregasio; Triuggio; Valle-Guidino; Veduggio; Verano; Vergo; Villa Raverio
- mandamento V di Desio
  - Cassina Aliprandi; Cusano sul Seveso; Desio; Dugnano; Incirano; Nova; Paderno Milanese; Seregno
- mandamento VI di Vimercate
  - Agrate Brianza; Aicurzio; Arcore; Bellusco; Bernareggio; Burago di Molgora; Camparada; Caponago; Carnate; Carugate; Cassina Baraggia; Cavenago di Brianza; Concorezzo; Lesmo; Mezzago; Omate; Oreno; Ornago; Ronco Briantino; Rugginello; Sulbiate Inferiore; Sulbiate Superiore; Usmate; Velate Milanese; Villanova Vimercate; Vimercate